# Juan Alcoba Fernández
Juan Alcoba Fernández (Utrera, Andalusia, 14 d'abril de 1961) resident a Roquetes, és un tirador de tir olímpic català.
Guanyà el Campionat d'Europa per equips (2000-05), el Campionat del Món per equips (2004) i el Campionat del Món de fossat universal (2003). Des de l'any 1991 ha aconseguit en quatre ocasions la seva millor marca de 198/200 plats. L'any 2007 aconsegueix la Copa Catalunya de tir de fusell.
L'any 2011 es proclama campió en equips sèniors del Campionat d'Europa de Fossament Universal celebrat a Eslovènia. Al març del 2014 Juan Alcoba va afegir un nou èxit al seu ampli palmarès guanyant per segon cop la Copa Catalunya celebrada a Mollet del Vallès en la modalitat de fossat universal. L'any 2016 aconsegueix un nou títol amb la victòria en el XXVI Campionat Territorial Província de Tarragona i també el Trofeu Generalitat de fossat universal disputat a Capmany (Girona).